# Metzeresche
Metzeresche – miejscowość i gmina we Francji, w regionie Grand Est, w departamencie Mozela.
Według danych na rok 1990 gminę zamieszkiwało 691 osób, a gęstość zaludnienia wynosiła 72 osób/km² (wśród 2335 gmin Lotaryngii Metzeresche plasuje się na 488. miejscu pod względem liczby ludności, natomiast pod względem powierzchni na miejscu 623.).